# 21583 Каропіш
21583 Каропіш (21583 Caropietsch) — астероїд головного поясу, відкритий 26 вересня 1998 року.
Тіссеранів параметр щодо Юпітера — 3,184.